# Sainte-Eugénie-de-Villeneuve
Sainte-Eugénie-de-Villeneuve è un comune francese di 98 abitanti situato nel dipartimento dell'Alta Loira della regione dell'Alvernia-Rodano-Alpi.

## Società

### Evoluzione demografica
Abitanti censiti